# Tore Magni
Tore Leopold Magni, född 18 mars 1928 i Bjuråkers församling, Gävleborgs län, död 27 april 1989 i Spånga församling, Stockholm, var en svensk arkitekt.
Magni, som var son till köpman Göthe Magni och Ellen Flyrén, avlade studentexamen i Vänersborg 1947, utexaminerades från Chalmers tekniska högskola 1951 och studerade vid Kungliga Konsthögskolan 1954–1958. Han var anställd hos arkitekterna Sven Brolid och Jan Wallinder 1951–1952, anställdes hos arkitekt Anders Tengbom 1953 samt var biträdande chef för arkitekt- och stadsplaneavdelningen hos ingenjörsfirman Orrje & Co AB från 1955, delägare från 1958. Han blev chef för utställningsavdelningen vid AB Svensk Byggtjänst 1968 och var  stadsarkitekt i Järfälla kommun under 1970- och 1980-talet.